# 达茜·多纳尔
达茜·多纳尔（英語：Darcie Dohnal，1972年6月28日—），美国女子短道速滑运动员。她曾代表美国参加1992年冬季奥林匹克运动会短道速滑比赛，获得女子3000米接力银牌。